# Eesti Miss Estonia
Eesti Miss Estonia is de nationale missverkiezing van het
Noordoost-Europese land Estland. De winnares van
de verkiezing neemt voor haar land deel aan de internationale verkiezingen
Miss Universe, Miss World, Miss Europa en Miss Baltic Sea.

## Geschiedenis
De verkiezing werd het eerst georganiseerd in 1923 door het
filmbedrijf Estonia-Film dat hiermee naar nieuw talent zocht.
Vanaf 1933 was het houden van de missverkiezing onder de nieuwe
regering van Konstantin Päts niet toegelaten. Ook nadat Estland
in 1940 deel werd van de Sovjet-Unie was de verkiezing niet
toegelaten. Pas in 1988, kort voor het instorten van de Sovjet-Unie,
ging de missverkiezing opnieuw van start.

## Winnaressen
| Jaar      | Winnares               |               | Jaar          | Winnares           |               | Jaar          | Winnares           |
| --------- | ---------------------- | ------------- | ------------- | ------------------ | ------------- | ------------- | ------------------ |
| 2008      | Kadri Nõgu             |               | 2007          | Viktoria Azovskaja |               | 2006          | Kirke Klemmer      |
| 2005      | Jana Kuvaitseva        |               | 2004          | Sirle Kalma        |               | 2003          | Maili Nõmm         |
| 2002      | Jana Tafenau           |               | 2001          | Inna Roos          |               | 2000          | Evelyn Mikomägi    |
| 1999      | Triin Rannat           |               | 1998          | Kadri Väljaots     |               | 1997          | Kristiina Heinmets |
| 1996      | Helen Mahmastol        |               | 1995          | Enel Eha           |               | 1994          | Eva-Maria Laan     |
| 1993      | Lilia Üksvärav         |               | 1992          | Ruth Merila        |               | 1991          | Erika Bauer        |
| 1990      | Liis Tappo             |               | 1989          | Cathy Korju        |               | 1988          | Heli Mets          |
| 1933-1987 | 1933-1987              | Niet gehouden | Niet gehouden | Niet gehouden      | Niet gehouden | Niet gehouden | Niet gehouden      |
| 1932      | Nadežda Peedi-Hoffmann |               | 1931          | Lilly Silberg      |               | 1930          | Amalie Smager      |
| 1929      | Meeta Kelgo            |               | 1928          | -                  |               | 1927          | -                  |
| 1926      | -                      |               | 1925          | Antonie Bergmann   |               | 1924          | -                  |
| 1923      | Sinaida Tamm           |               |               |                    |               |               |                    |